# Альтернатива (движение против рабства)
Альтернатива — российская некоммерческая волонтерская организация, занимающаяся борьбой с торговлей людьми и освобождением людей из неволи: современных форм трудового, нищенского и сексуального рабства. По состоянию на 2019 год это единственная организация в России, которая борется с рабством.
По словам основателя организации Олега Мельникова, по состоянию на 2021 год «Альтернатива» освободила более 1800 человек. Мероприятия по вызволению пострадавших проходят в разных регионах России, а иногда и за её пределами. Движение существует на пожертвования своих членов и неравнодушных граждан.

## Деятельность
Организация занимается поиском и освобождением людей, пострадавших от современного рабства, поиском временного жилья для освобождённых, отправкой освобождённых в места назначения (обычно в родной город), а также информированием населения о проблемах торговли людьми и рабства.
Деятельность «Альтернативы» направлена главным образом на освобождение рабов в российских регионах, но в отдельных случаях движению удается освобождать людей, попавших в рабство за пределами РФ, в том числе на Ближнем Востоке и в Африке.
В 2018 году радио «Свобода» сообщило о том, что администрация соцсети «ВКонтакте» заблокировала группу движения «Альтернативы» за выявление фактов «подозрительных финансовых операций и расхождения, которые могут быть фактом мошенничества и сокрытия части средств», администрация соцсети заявила об отсутствии информации о расходовании собранных на благотворительность 1,6 млн руб. В ответ на претензии «ВКонтакте» Олег Мельников рассказал, что деньги были отправлены на карту человеку, который отвечал за покупку билетов домой людям, вызволенным из рабства, и предоставил копии переводов.

## Руководство
Мельников Олег Викторович — основатель движения. В 2017 году обвинялся по подозрению в организации незаконной миграции по причине организации переезда лиц, утративших документы. Оспорить правовой характер действий движения «Альтернатива» также пытался уроженец Дагестана Ямудин Агабалаевич Ахмедов, обвинявшийся «Альтернативой» в работорговле. Мельников пропал без вести в Харьковской области.
Грачёва Вера Георгиевна — руководитель, консультант ОБСЕ, советник Бюро Спецпредставителя и координатора по борьбе с торговлей людьми.